# Identificação por radiofrequência
Identificação por radiofrequência ou RFID (do inglês "Radio-Frequency IDentification" ) é um método de identificação automática através de sinais de rádio, recuperando e armazenando dados remotamente através de dispositivos denominados etiquetas RFID.
Uma etiqueta ou tag RFID é um transponder, pequeno objeto que pode ser colocado em uma pessoa, animal, equipamento, embalagem ou produto, dentre outros. Contém chips de silício e antenas que lhe permite responder aos sinais de rádio enviados por uma base transmissora. Além das etiquetas passivas, que respondem ao sinal enviado pela base transmissora, existem ainda as etiquetas semipassivas e as ativas, dotadas de bateria, que lhes permite enviar o próprio sinal. São bem mais caras que do que as etiquetas passivas.
RFID: utiliza transponders ( os quais podem ser apenas lidos ou lidos e escritos) nos produtos, como uma alternativa aos códigos de barras, de modo a permitir a identificação do produto de alguma distância do scanner ou independente, fora de posicionamento. Tecnologia que viabiliza a comunicação de dados através de etiquetas com chips ou transponders que transmitem a informação a partir da passagem por um campo de indução. (ex: muito usado em pedágio "sem parar").

## História do RFID
A tecnologia de RFID tem suas raízes nos sistemas de radares utilizados na Segunda Guerra Mundial. Os alemães, japoneses, americanos e ingleses utilizavam radares – que foram descobertos em 1937 por Sir Robert Alexander Watson-Watt, um físico escocês – para avisá-los com antecedência de aviões enquanto eles ainda estavam bem distantes. O problema era identificar dentre esses aviões qual era inimigo e qual era aliado. Os alemães então descobriram que se os seus pilotos girassem seus aviões quando estivessem retornando à base iriam modificar o sinal de rádio que seria refletido de volta ao radar. Esse método simples alertava os técnicos responsáveis pelo radar que se tratava de aviões alemães (esse foi, essencialmente, considerado o primeiro sistema passivo de RFID).
Sob o comando de Watson-Watt, que liderou um projeto secreto, os ingleses desenvolveram o primeiro identificador activo de amigo ou inimigo (IFF – Identify Friend or Foe). Foi colocado um transmissor em cada avião britânico. Quando esses transmissores recebiam sinais das estações de radar no solo, começavam a transmitir um sinal de resposta, que identificava o aeroplano como Friendly (amigo). Os RFID funcionam no mesmo princípio básico. Um sinal é enviado a um transponder, o qual é activado e reflecte de volta o sinal (sistema passivo) ou transmite seu próprio sinal (sistemas activos).
Avanços na área de radares e de comunicação RF (Radio Frequency) continuaram através das décadas de 50 e 60. Cientistas e acadêmicos dos Estados Unidos, Europa e Japão realizaram pesquisas e apresentaram estudos explicando como a energia RF poderia ser utilizada para identificar objetos remotamente.
Companhias começaram a comercializar sistemas antifurto que utilizavam ondas de rádio para determinar se um item havia sido roubado ou pago normalmente. Era o advento das etiquetas RFID denominadas de "etiquetas de vigilância eletrônica" as quais ainda são utilizadas até hoje. Cada etiqueta utiliza um bit. Se a pessoa paga pela mercadoria, o bit é posto em 0. E os sensores não dispararam o alarme. Caso o contrário, o bit continua em 1, e caso a mercadoria saia através dos sensores, um alarme será disparado. 
O primeiro ser humano a receber um implante de microchip RFID foi o artista Eduardo Kac em 1997. Kac implantou o microchip ao vivo na televisão (e também ao vivo na Internet) no contexto de sua obra de arte Time Capsule.

### A primeira patente sobre o RFID
Mario W. Cardullo requereu a patente para uma etiqueta activa de RFID com uma memória regravável em 23 de janeiro de 1973. Nesse mesmo ano, Charles Walton, um empreendedor da Califórnia, recebeu a patente por um transponder passivo usado para destravar uma porta sem a utilização de uma chave. Um cartão com um transponder embutido comunicava com um leitor/receptor localizado perto da porta. Quando o receptor detectava um número de identificação válido armazenado na etiqueta RFID, a porta era destravada através de um mecanismo.
O governo dos Estados Unidos também tem voltado atenção para os sistemas RFID. Na década de 1970, o laboratório nacional de Los Alamos teve um pedido do departamento de energia para desenvolver um sistema para rastrear materiais nucleares. Um grupo de cientistas idealizou um projecto onde seria colocado um transponder em cada caminhão transportador, o qual corresponderia com uma identificação e potencialmente outro tipo de informação, como, por exemplo, a identificação do motorista.
No começo da década de 90, engenheiros da IBM desenvolveram e patentearam um sistema de RFID baseado na tecnologia UHF (Ultra High Frequency). O UHF oferece um alcance de leitura muito maior (aproximadamente 6 metros sobre condições boas) e transferência de dados mais velozes. Apesar de realizar testes com a rede de supermercados Wal-Mart, não chegou a comercializar essa tecnologia. Em meados de 1990, a IBM vendeu a patente para a Intermec, um provedor de sistemas de código de barras. Após isso, o sistema de RFID da Intermec tem sido instalado em inúmeras aplicações diferentes, desde armazéns até o cultivo. Mas a tecnologia era muito custosa comparada ao pequeno volume de vendas, e a falta de interesse internacional.
O RFID utilizando UHF teve uma melhora na sua visibilidade em 1999, quando o Uniform Code Concil, o EAN internacional, a Procter & Gamble e a Gillette se uniram e estabeleceram o Auto-ID Center, no Instituto de Tecnologia de Massachusetts. Dois professores, David Brock e Sanjay Sarma, têm realizado pesquisas para viabilizar a utilização de etiquetas de RFID de baixo custo em todos os produtos feitos, e rastreá-los. A ideia consiste em colocar apenas um número serial em cada etiqueta para manter o preço baixo (utilizando-se apenas de um micro-chip simples que armazenaria apenas pouca informação). A informação associada ao número serial de cada etiqueta pode ser armazenada em qualquer banco de dados externo, acessível inclusive pela Internet.

### Leitores
O leitor é o componente de comunicação entre o sistema RFID e os sistemas externos de processamento de informações. A complexidade dos leitores depende do tipo de etiqueta e das funções a serem aplicadas.
Os mais sofisticados apresentam funções de verificação de paridade de erro e correção de dados.
Uma vez que os sinais do receptor sejam corretamente recebidos e decodificados, são usados algoritmos para decidir se o sinal é uma repetição de transmissão de uma etiqueta.

## Cabeça de leitura / escrita (leitora)
Uma cabeça de leitura / escrita (ou apenas leitora) realiza a comunicação dentro do sistema de RFID.
A leitora é, apenas  uma antena que, numa configuração portátil, compõe o dispositivo RFID em conjunto com o leitor e o decodificador. A antena induz energia ao(s) transpondedor(es) para comunicação de dados dentro do campo de transmissão, estes dados, depois de lidos, são passados ao controlador do sistema de RFID. A antena emite um sinal de rádio que activa a etiqueta, realizando a leitura ou escrita. Essa emissão de ondas de rádio é difundida em diversas direções e distâncias, dependendo da potência e da frequência usada. O tempo decorrido nesta operação é inferior a um décimo de segundo, portanto o tempo de exposição necessário da etiqueta é bem pequeno. A função da leitora é ler e decodificar os dados que estão numa etiqueta que passa pelo campo electromagnético gerado pela sua antena. As leitoras são oferecidas em diversas formas e tamanhos conforme a exigência operacional da aplicação.

## Controladores (Middleware RFID)
O controlador de RFID é o dispositivo de interface que controla todo o sistema periférico de RFID (antena ou leitora e transponders) além da comunicação com o resto do sistema ou host. O Middleware desenvolvido para a integração de aplicações RFID muitas vezes passa despercebido por rodar em background no sistema, ele é o responsável pela depuração das informações recebidas pelas antenas (eliminando redundâncias, etc) e convertendo essas informações em algo que o sistema do usuário possa interpretar. Entenda-se por sistema um software de WMS, SAP, Microsiga, etc.
O desenvolvimento do middleware exige um alto grau de conhecimento técnico e varia de acordo com o hardware de cada fabricante. A falta de profissionais gabaritados, aliado ao mito do alto custo das Tags contribuem para que a tecnologia não emplaque um movimento vertical de crescimento. Recentes pesquisas realizadas no mercado nacional apontam nova realidade de preços para as Tags (viabilizando a sua implantação), assim como o surgimento de um middleware desenvolvido no Brasil que permite a comunicação com a maioria dos fabricantes de hardware.
Esse middleware permite uma fácil integração com o sistema legado e facilita consideravelmente a implantação de projetos. Toda a inteligência em administrar Idepotência, RSSI e outras funcões do RFID já estão inclusas nesse middleware.
Existem vários controladores de RFID disponíveis para vários protocolos de comunicação.
Os sistemas de RFID também podem ser definidos pela faixa de frequência em que operam:
- Sistemas de Média e Alta Frequência: Para curta distância de leitura e baixos custos. Normalmente utilizado para controle de acesso, localização e identificação.
- Sistemas de Ultra Alta Frequência ): Para leitura em médias ou longas distâncias e leituras em alta velocidade. Normalmente utilizados para leitura de tags em veículos ou recolha automática de dados numa sequência de objectos em movimento. Um exemplo de aplicação é a via verde, sistema de pagamento electrónico da BRISA, Auto-estradas de Portugal.

## Padronização do RFID
(850 a 950 MHz e 2,4 a 2,5 GHz(30 a 500 kHz)Adotando um padrão: existem diversos fóruns de padronização do RFID, relativos tanto à tecnologia como à sua utilização. Alguns dos principais fóruns são: ISO, EPCglobal (www.epcglobalinc.org), Forum-nfc, etc.

### Fórum de comunicação de campo-próximo
Um desenvolvimento importante recente abre novas possibilidades para novas aplicações do RFID. Desde 2002 a Philips vem sendo pioneira num padrão aberto através da ECMA Internacional, resultando no Fórum de Comunicação de campo próximo (Forum of Near Field Comunication)(www.nfc-forum.org).
Os principais membros deste fórum são: American Express, Anadigm, France Telecom, Innovision, Inside, LG, Logitech, Motorola, RFMD, SK Telecom, Skidata, Vodafone; E seus membros de liderança (padronizadores oficiais) são: MasterCard International, Matsushita Electric Industrial, Microsoft, Nokia, NEC, Renesas Technology, Royal Philips Electronics, Samsung, Sony, Texas Instruments e Visa International.
O fórum explica como integrar sinalização ativa entre dispositivos móveis usando união de campo próximo, e usa uma aproximação que é compatível com a leitura de produtos RFID passivos existentes. Eles tem como objectivo busca de uma maneira mais fácil do usuário se interagir com meio ambiente(meio informatizado), através de formas intuitivas de comunicação, como um simples toque aos objectos inteligentes, estabelecer comunicações só ao aproximar de um outro dispositivo, etc. Eles propõem também protocolos para troca de dados inter-operáveis e entrega de serviços independentes aos dispositivos assim como protocolos para dispositivos que ainda serão descobertas e dispositivos que ainda serão capazes de utilizar NFC (Near Field Comunication). Com isso eles esperam poder incentivar os fornecedores a desenvolver os seus produtos num mesmo conjunto de especificações fornecendo aos usuários possibilidade de integrar produtos de diferentes fornecedores. Estabeleceram também uma certificação para ter certeza da funcionalidade completa dos produtos de acordo com as especificações do NFC Forum.
Já existem vários projetos sendo desenvolvidos no mundo para a utilização do NFC, como por exemplo, seu uso como carteira eletrônica para pagamento de Táxi, gasolina, café, xérox entre outras pequenas despesas e o que se tem visto é sua integração ao telefone celular que hoje pode ser entendido como o equipamento que mais possibilita a convergência digital.
O novo padrão RFID tenta promover o uso global da tecnologia RFID, fazendo com que os produtores e consumidores tenham conhecimento sobre esta nova tecnologia e clama por oferecer um mecanismo pelo qual dispositivos móveis sem fio podem se comunicar com outros dispositivos na localidade imediata (até 20 cm de distância), preferível do que depender de mecanismos de busca dos padrões de rádio de ondas curtas populares. Esses padrões, como Bluetooth e Wi-Fi, têm características de propagação imprevisíveis e podem formar associações com dispositivos que não são locais.
Os padrões NFC clamam por modernizar o processo de descoberta passando endereços de controle de Acesso de Mídia Sem Fio e chaves de criptografia de canal entre rádios através do canal de uma união de campo-próximo, que, quando limitado a 20 cm, permite que usuários reforcem sua própria segurança física usando troca de chave de criptografia. O fórum deliberadamente projectou o padrão NFC para ser compatível com o tag RFID ISO 15693 que opera na banda de 13,56 MHz. Isto também possibilita que dispositivos móveis leiam esse já popular padrão de tag, e sejam compatíveis com os padrões de smartcard FeliCa e Mifare, amplamente usados no Japão.
Em 2004, a Nokia anunciou o celular 3200 GSM, que incorpora um leitor NFC. Embora a empresa não publicou uma extensiva lista de aplicações potenciais, o telefone pode fazer pagamentos eletrônicos (similar a um smartcard) e fazer chamadas baseado no encontro de tags de RFID. Por exemplo, você poderia colocar seu telefone próximo a uma tag RFID colocada numa placa de ponto de táxi e seu telefone chamaria a companhia de táxi pedindo um táxi naquele local. Este modelo oferece uma ligação entre um representante virtual com uma memória de um computador, e a posição do táxi começa a ser traçada com o disparo do computador, e no mundo físico, com um sinal e pessoas com celulares. Além disso, é uma chave habilitando a implementação da tecnologia, diz Mark Weiser´s. Uma complicação para o padrão NFC é que RFID EPCglobal é baseado em tecnologia de comunicação de campo longo, trabalhando na frequência UHF. Infelizmente, NFC e o padrão EPCglobal são fundamentalmente incompatíveis. O EPCGlobal tem um fórum próprio, assim como NFC, onde ele discute sobre a padronização visando as mesmas praticidade que o NFC fornece, porém com um princípio de tecnologia diferente.

### EPCglobal
A EPCglobal é uma organização sem fins lucrativos que foi criada para administrar e fomentar o desenvolvimento da tecnologia RFID que teve início com a iniciativa do AutoId Center. Entre as inúmeras aplicações desta tecnologia, a proposta EPCglobal é a padronização da tecnologia para aplicações em gerenciamento da cadeia de suprimentos. Neste sentido ela não padroniza o produto em si, mas a interface entre os diversos componentes que viabilizam a Internet dos Objetos. Assim existem padrões para protocolo de comunicações entre a etiqueta e a leitora, entre a leitora e os computadores, entre computadores na internet.

## Aplicações

### Hospitalares
Pesquisadores da área de saúde sugerem que um dia um pequeno chip RFID implantado embaixo da pele, poderá transmitir seu número e automaticamente acessar um completo registro de sua saúde. Funcionários do hospital, remédios e equipamentos também podem ser etiquetados, criando um potencial de administração automática, reduzindo erros e aumentando a segurança.
Outras aplicações médicas: existem os implantes de tags em humanos que contém toda a informação de um paciente, podendo ser facilmente lida por um médico assim que o paciente chega ao hospital.
Uma outra interação com a área médica pode ser no uso de lentes especiais com um transponder implantado no olho de um paciente com glaucoma.
Muitos hospitais têm começado a adotar sistemas RFID ativos com o objetivo de localizar peças de equipamentos quando o pessoal médico os necessita. Esta rastreabilidade serve a dois propósitos. Primeiro, o pessoal médico, especialmente enfermeiros, pode gastar menos tempo “caçando" equipamentos de que precisam, o que faz com que dediquem proporcionalmente mais tempo de atenção direta aos pacientes. Em segundo lugar, os hospitais podem utilizar de forma mais eficiente os equipamentos que têm, gerando menos despesas relativas à locação e aquisição de equipamentos adicionais.
Tais sistemas RFID tem sido chamado de "sistemas de localização interna”. Outros hospitais começaram a adotar RFID ativo para identificar e localizar pacientes e membros da equipe. Por exemplo, dispositivos RFID foram incorporados em pulseiras de identificação de pacientes para que o pessoal médico possa identificá-los eletronicamente antes de cirurgias e transfusões sanguíneas, e antes de administrar medicamentos. Além disso, estes sistemas foram implementados com o objetivo de localizar e acompanhar movimentos e fluxos de pacientes e de materiais através do hospital. Da mesma forma, a equipe médica recebe etiquetas RFID ativas incorporadas em crachás, a fim de recolher dados sobre presença e encontrar ineficiências nas operações hospitalares. Estes últimos tipos de sistemas têm sido implementadas principalmente em prontos socorros e centros cirúrgicos, que são locais onde há grandes volumes de pacientes e os riscos crescentes de erro médico.

### Veículos
O RFID também é utilizado para propor maior agilidade em pagamento de pedágios e estacionamentos de shoppings.
Através de uma etiqueta adesiva colada no para-brisa, o usuário tem acesso a pontos que possuem a antena instalada e esta(a antena) faz esta leitura e abre a cancela automaticamente.

### Industrial
Leitores de RFID estáticos: a indústria dos meios de transporte é uma, entre muitas, que pode se beneficiar com uma rede de leitores RFID estáticos. Por exemplo, RFIDs fixados nos para-brisas de carros alugados podem armazenar a identificação do veículo, de tal forma que as locadoras possam obter relatórios automaticamente usando leitores de RFID nos estacionamentos, criando a possibilidade de um aluguel automatizado, além de ajudar na localização dos carros.
As empresas aéreas também podem explorar os leitores estáticos. Colocando RFID nas bagagens, pode-se diminuir consideravelmente o número de bagagens perdidas, pois os leitores identificariam o destino das bagagens e as direcionariam de forma mais eficiente.
No setor industrial os sistemas de RFID têm várias aplicações. Uma delas é na identificação de ferramentas, que no caso de grandes indústrias facilita o processo tanto de manutenção, quanto de substituição e administração das mesmas. Mas outro campo que sistemas RFID podem tanto melhorar a rapidez e qualidade do serviço, como também ter um papel de segurança nas indústrias é na identificação de recipientes, embalagens e garrafas, principalmente em produtos químicos e gases, onde um erro na hora de embalar pode causar sérios danos.
Hoje em dia, a maioria dos sistemas que gerencia recipiente é baseada em código de barras, porém no meio industrial o uso deste tipo de sistema não é confiável o suficiente, e os transponders de um sistema RFID pode guardar mais informações úteis posteriormente, como dono do recipiente, conteúdo, volume, preenchimento ou pressão máximos e dados de análise, além dos dados poderem ser mudados e um mecanismo de segurança pode ser implementado, evitando escrita ou leitura não autorizadas. As tags usadas são de acoplamento indutivo, trabalham em uma faixa de frequência <135 kHz e tem que aceitar condições hostis, como poeira, impactos, radiação, ácidos e temperaturas muito altas ou muito baixas (de -40 °C a +120 °C ).
Dentro desta área, a eliminação de lixo pode fazer uso de sistemas RFID, devido ao custo de despejo e o crescente rigor nas legislações ambientais. Com um melhor gerenciamento do lixo, como calculo automático de quantidade, manutenção dos aterros sanitários e ajuda a distribuir responsabilidades e custos de maneira mais crível. Além de ajudar em sistemas de gerenciamento ambiental, posto que o Brasil, como em outras partes do mundo, a legislação prevê penas a quem de alguma forma danifica o meio, pois como expresso no artigo 225, caput da Constituição Federal, o meio ambiente é bem de uso comum do povo. Sendo o Brasil um país de grande produção rural, a Lei n.º 7.802/89 dispõe sobre a pesquisa, a experimentação, a produção, a embalagem e rotulagem, o transporte, o armazenamento, a comercialização, a propaganda comercial, a utilização, a importação, a exportação, o destino final dos resíduos e embalagens, o registro, a classificação, o controle, a inspeção e a fiscalização de agrotóxicos, seus componentes e afins, e dá outras providências. Em algumas cidades do mundo, já existem sistemas RFID para controle de lixo, onde as tags são colocadas nas latas de lixo e os caminhões de coleta tendo leitores específicos.

### Desporto
O RFID é também muito utilizado em eventos desportivos para cronometragem dos participantes. Em Portugal este sistema tem sido usado em vários eventos das empresas Lap2Go e HMS Sports. Com este sistema é possível cronometrar milhares de atletas simultaneamente. A fiabilidade depende dos sensores utilizados e da sua tecnologia, mas também depende da versatilidade do software. As tags são normalmente colocadas na sapatilha (conforme as especificações de cada tag) ou no dorsal, se considerado o atletismo. Em provas como triatlo, ciclismo ou natação o tag poderá ser colocado numa zona do corpo (pulso ou tornozelo) ou no quadro das bicicletas (dependendo da sua sensibilidade aos materiais utilizados). Nos Jogos Olímpicos normalmente são usados tags em eventos de Maratona ou Triatlo, normalmente com sensores ativos.

### Comercial RFID
Leitores de RFID móveis: os leitores de RFID podem ser instalados em aparelhos que fazem parte do dia-a-dia das pessoas, como os celulares. Colocando um destes celulares em frente a um produto com RFID obtém-se seu preço, por exemplo, assim como suas especificações. O celular também pode ser usado para compras, através da leitura do RFID de um determinado produto. A companhia de cartão de crédito efetua o pagamento através da autorização do celular.
Exemplo de aplicação para RFID em celulares: check-in em hotéis. Assim que o hóspede faz o check-in, o hotel envia o número do quarto e a "chave" para o celular do hóspede. Este se encaminha para o quarto e usa seu celular para destravar a porta.
E no varejo ?
A tecnologia RFID poderá ajudar o varejo a experimentar vários benefícios com relação o seu uso, tanto no que tange à redução dos custos, à geração de valor quanto ao aumento de segurança e cumprimento de requisitos de mercado.Pode-se dizer que na medida em que a adoção dentro da organização e na cadeia de suprimentos aumentar, os benefícios e as oportunidades ficarão mais evidentes. Lembra que há praticamente um consenso mundial de que a adoção desta tecnologia no varejo se dará em três fases: curto prazo no palete, médio-prazo em caixas e longo-prazo nos itens. Os benefícios poderão ser sentidos já nos primeiros processos, uma vez que conseguirão auxiliar na localização de pallet, no planejamento de operação, na redução de estoques de matérias-primas, na acuracidade do recebimento e na reutilização dos containers. Já em um segundo momento, os benefícios serão ainda mais evidentes, pois a redução dos estoques e o planejamento da demanda serão ainda mais automatizados, bem como o picking será agilizado. Quando chegar no item, os benefícios serão totais, uma vez que haverá agilização do check-out, prevenção de perdas, segurança e autenticidade de produtos, acuracidade de estoque físico x contábil, otimização de promoções, redução da quebra e disponibilidade de produtos constante, devido à visibilidade ao longo de toda a cadeia.
A junção da RFID, da rede WiFi e da telefonia celular estão impondo um novo formato de negócios. Aproveitar a mobilidade dos consumidores com a facilidade da Web e, com os recursos do celular, abrirá novas oportunidades para impulsionar as vendas. Saber os hábitos dos consumidores, suas preferências, seus anseios e ter sua confiança conquistada, proporcionará a venda de produtos por impulso; porém, a privacidade terá que ter foco total para que os consumidores não se sintam invadidos e controlados, o que fará com que a tecnologia seja vista como um problema e não uma solução. Para tanto, a União Europeia já criou uma comissão destinada especificamente para tratar deste fórum.

### Eventos
A tecnologia RFID tem sido bastante utilizada em pulseiras de identificação para controle de entrada em eventos. Ao invés de receberem um ingresso ou uma credencial, os participante do evento recebem uma pulseirinha com um formato semelhante ao de um relógio, a qual possui um chip e uma pequena antena. Esses instrumentos permitem sua comunicação com o leitor a centímetros de distância, identificando o usuário de forma prática e rápida, evitando filas em catracas. O uso da pulseira RFID garante a segurança do evento, uma vez que a identificação da pessoa é precisa, não havendo risco de erro - a pulseira elimina, assim, as chances de falsificação de ingressos. Por ficar preso ao corpo, o risco de perda é mínimo. . Grandes festivais de música como, por exemplo, o Coachella e o Lollapalooza já aderiram a esse novo sistema. Shows como o da banda Coldplay utilizam tal sistema para os efeitos de luzes, nas pulseiras do público e sincronizadas pela produção, dando um efeito surpreendente durante a apresentação.

### Uso em bibliotecas
Em bibliotecas e centros de informação, a tecnologia RFID é utilizada para identificação do acervo, possibilitando leitura e rastreamento dos exemplares físicos das obras.
Funciona fixando uma etiqueta de RFID (tag) plana (de 1 a 2 mm), adesiva, de dimensões reduzidas (50 x 50 mm em média), contendo no centro um microchip e ao redor deste uma antena metálica em espiral, que um conjunto com sensores especiais e dispositivos fixos (portais), de mesa ou portáteis (manuais) possibilitam a codificação e leitura dos dados dos livros na mesma, principalmente seu código identificador - antes registrado em códigos de barras.
A etiqueta é inserida normalmente na contracapa dos livros, perto da lombada, dentro de revistas e sobre materiais multimídia (CD-ROM, DVD) para ser lida à distância.
É possível converter facilmente os códigos identificadores existentes atualmente no código de barras para etiquetas RFID através de equipamentos próprios para esta conversão.
Algumas aplicações em bibliotecas:
- Autoatendimento
- Controle de acesso de funcionários e usuários
- Devolução
- Empréstimo
- Estatística de consulta local
- Leitura de estante para inventário do acervo
- Localização de exemplares indevidamente ordenados no acervo
- Localização de exemplares em outras bibliotecas da rede
- Recatalogação

É ainda possível o uso de etiquetas RFID para segurança antifurto de acervo (algumas etiquetas permitem gravar a informação se está ou não emprestado em um bit de segurança). O metal pode "blindar" ou bloquear os sinais de rádio impossibilitando a leitura da etiqueta. Ao contrário do sistema tradicional de segurança eletromagnético (vulgo EM) adaptado em bibliotecas, facilmente anulado com recurso a um magneto e que exige um par de hastes EAS, um sistema de detecção de furto, com recurso a etiquetas RFID apenas necessita de uma haste (na sua configuração mais simples).

### Segurança
Além do controle de acesso, um sistema RFID pode prover na área de segurança outros serviços; Um deles são os sistemas de imobilização. No início dos anos 90 o roubo de carros ascendeu, tornando o mercado de segurança para carros, alarmes e sistemas de imobilização, um mercado promissor. Os controles de alarme com alcance de 5 a 20 metros estão no mercado há anos, e são pequenos transmissores de rádio frequência que operam na frequência de 433.92 MHz. Neste tipo de sistema de segurança para carros, é somente este controle que pode acionar o destravamento do carro, permitindo que ele seja aberto sem que um ruído seja emitido, o alarme, as portas destravem. Permitir que o carro possa ser ligado é trabalho do sistema de imobilização. O problema é que, se o controle que o destrava for quebrado, o carro ainda assim pode ser aberto através das chaves, por um processo mecânico, mas não há como o sistema reconhecer se a chave inserida é genuína, permitindo que uma ferramenta específica ou uma chave-mestra possa abrir o veículo. A tecnologia dos transponders de RFID podem agir justamente neste ponto, verificando a autenticidade da chave, assim o sistema antigo cuida do alarme e destravamento, e a tag RFID da imobilização. Assim, se uma chave que não for a original do carro tentar ligá-lo, o carro é então imobilizado, mesmo que o alarme tenha sido desligado e as portas abertas.
Mobilização Eletrônica é o nome dado a este sistema, onde o sistema de ignição é combinado com um transponder, incorporado diretamente no topo da chave.
Os dispositivos de RFID estão sendo utilizados para o controle de acesso em shoppings, condomínios residenciais, comerciais e empresariais, bem como para a passagem em pedágios nas estradas, facilitando assim o escoamento do fluxo de veículos.

### Identificação Animal
Este tipo de sistema usado na identificação dos animais ajuda no gerenciamento dos mesmos entre as companhias, no controle de epidemias e garantia de qualidade e procedência.
A identificação animal por sistemas de RFID pode ser feita de quatro maneiras diferentes: colares, brincos, injetáveis ou ingeríveis (bolus). Os colares são fáceis de serem aplicados e transferidos de um animal para o outro; é usado geralmente apenas dentro de uma companhia. No caso dos brincos, são as tags de menor custo, e podem ser lidas a uma distancia de até um metro. No caso das tags injetáveis, que são usadas há cerca de 10 anos, ela é colocada sob a pele do animal com uma ferramenta especial, um aplicador parecido com uma injeção. A tag ingerível, ou bolus é um grande comprimido revestido geralmente por um material cerâmico resistente a ácido e de forma cilíndrica, e pode ficar no estômago do animal por toda sua vida.
O rastreamento de animais será cada vez mais exigido para a entrada da carne em mercados que prezam pela rastreabilidade de alimentos. Já há vários problemas para a exportação de carnes para países europeus, por conta da falta da tecnologia que permita rastrear desde o nascimento do bezerro até o seu abate.

### Manutenção
As principais preocupações em um processo de manutenção de sistemas complexos podem ser sumarizadas em:
- informações precisas e atuais sobre os objetos;
- transferência em tempo real das informações dos incidentes críticos e
- acesso rápido as bases de conhecimento necessárias para a solução do problema.

Um dos aspectos interessantes do RFID é a possibilidade de manter um histórico de manutenção no próprio objeto, melhorando, dessa forma, a sua manutenibilidade.
Outro aspecto é a segurança, pois o RFID encontra-se embarcado no objeto. Desta forma, ações fraudulentas são coibidas de maneira mais eficaz. Como cada objeto possui um único RFID, não clonável, os prestadores de serviços não podem ludibriar os relatórios de manutenção, objetivando maiores ganhos financeiros. Como, por exemplo, relatando a troca de peças que não foram efetivamente trocadas.
O RFID ainda propicia uma melhora na documentação do processo de manutenção, permitindo relatórios mais eficientes, além de uma redução dos custos administrativos em decorrência da diminuição da burocracia.
Devido à grande preocupação com uma manutenção ágil e eficiente nas instalações aeroportuárias, o RFID torna-se uma alternativa assaz proveitosa, já que provê facilidades para identificação, localização e monitoramento de objetos físicos.
O aeroporto de Frankfurt (Franport), o segundo maior da Europa, com movimento superior a 50 milhões de passageiros por ano, iniciou um projeto piloto em 2003 com o objetivo de testar os benefícios do RFID nas suas dependências.
A manutenção no Fraport é deveras exasperante, pois mais de 450 companhias são envolvidas no processo. Com o advento do RFID, o aeroporto começou a se modernizar: os técnicos de manutenção agora usam dispositivos móveis para acessar os planos de manutenção e registrar as ordens de serviço. Todos os 22 mil extintores de incêndio foram equipados com RFID, identificando o histórico de manutenção, incluindo a última data de inspeção.
Diariamente os técnicos percorrem o aeroporto efetuando as tarefas de manutenção necessárias. Para tal, os técnicos se autentificam nos dispositivos móveis (usando também o RFID), recebendo suas atividades do dia. Após o término da checagem de cada equipamento escalonado para sua inspeção, o técnico registra seu RFID uma segunda vez, criando, assim, um registro de manutenção.
Observando o caso de sucesso de Frankfurt, fica evidente que o RFID, de fato, pode otimizar os processos de manutenção. Conseguiu-se um ganho extraordinário de eficiência administrativa ao introduzir tal tecnologia nos extintores, uma tarefa que outrora consumira 88 mil páginas de papel que eram arquivados por ano. Isso passou a ser feito de forma automática e com baixo custo.

### Geração do código verificador do Gtin13 (código de barras)
Exemplo: Codigo de Barras EAN 13 = 78 910 000 604 218
País de origem do produto: dígitos representam o prefixo da organização responsável por controlar e licenciar a numeração no país (o prefixo 789 corresponde ao Brasil e 560, a Portugal);
Empresa fabricante: os próximos dígitos, que podem variar de tamanho entre (4 até 7), representam a identificação do fabricante ou empresa proprietária da marca do produto; no exemplo é 10 000 (neste exemplo, 5 dígitos);
Produto por ela produzido: os dígitos 60 421 representam a identificação do produto, e são atribuídos pelo fabricante, código de produto por ela produzido pode ter 3, 4 ou 5 dígitos.
Dígito verificador: o último dígito da sequência é chamado de dígito verificador e auxilia na segurança da leitura.
Como é calculado o código verificador
Multiplica-se os dígitos ímpares por 3, e os dígitos pares por 1 conforme o exemplo da tabela.
1. Multiplica-se todos os números ímpares por 3 e todos os números pares por 1
2. Valor total da soma dividido por 10   (92/10) = 9.2
3. Transforme o resultado em inteiro    = 9
4. Some o resultado mais 1                  (9+1) = 10
5. Multiplique por 10                             10*10 = 100
6. Subtraia o valor da soma                  100 –92 = 8

O digito verificador é  8;

### Casos Práticos

#### Throttleman
No passado dia 26 de Junho de 2012, o Diretor do Departamento de Sistemas de Informação da Throttleman, o Dr. José Sousa, promoveu um seminário no Instituto Superior de Estudos Financeiros e Fiscais acerca da utilidade da Tecnologia rádio frequência (RFID) na organização logística de uma empresa dedicada ao cliente particular.
Seguindo as tendências de grandes empresas e instituições internacionais como a Volkswagen, Xplor Action Park, Hospital Albert Einstein, Rumo Logística, FAB, entre outras, a Throttleman inicia em Março de 2007 um projeto pioneiro na utilização da tecnologia RFID no apoio logístico e organizacional da empresa com a participação dos três maiores especialistas na tecnologia RFID aplicada ao sector retalho (Avery Denninson, Sybase e Creativesystems). O modelo desenvolvido pela Throttleman pressupôs a minimização do tempo de permanência do material em armazém através da chegada de produto ao mesmo previamente etiquetado e com destino pré-definido.
Com o recurso à leitura de etiquetas com antenas passivas incorporadas em cada produto, a Throttleman pretende, para além da maximização da produtividade, reduzir custos fixos imputados diretamente ao trabalho de armazém. A inclusão de antenas aloca os custos de produção diretamente à quantidade produzida, i.e., para períodos de pequena faturação os custos são pequenos e vice-versa.
Conclui-se portanto que este tipo de tecnologia pode ser aplicada em qualquer setor de atividade logisticamente tipificado com exceção de produtos cujo preço de venda possa ser de igual ordem de grandeza ao preço da antena a incorporar. Salienta-se que o preço de venda de uma antena RFID passiva comprada em grandes quantidades ascende a 0,10€/un. e que a relação de preços antena/produto no caso da Throttleman situa-se no intervalo representativo de 0,1% e 0,5%.

## Questões éticas e privacidade
Como já sabemos, as tags RFID podem ser usadas para uma série de funções como controle de estoque e identificação de propriedade prevenindo furto ou perda. Ou seja, são muito úteis. Uma loja poderia por exemplo colocar tags RFID em todos os seus produtos e o cliente poderia ter um cartão de crédito que automaticamente debitaria o valor das compras na hora que ele saísse da loja sem precisar passar pelo caixa. E aí que começam os problemas.
O que acontece, por exemplo, se uma loja de roupas decide colocar esses tags invisíveis em todas as roupas. Você compra e leva para casa. Um belo dia, você retorna à loja usando aquela mesma roupa e é reconhecido pelo nome. Ou entra em uma loja de departamentos e recebe sugestões em grandes painéis baseado em compras passadas. Mesmo com regulamentação governamental, a situação pode tornar-se rapidamente uma ameaça à privacidade. Principalmente se criminosos começarem a usar essa tecnologia.
A ameaça à privacidade vem quando o RFID permanece ativo após o consumidor deixa o estabelecimento. Este é o cenário que deve alarmar as pessoas—e no momento a indústria de RFID parece dar sinais mistos sobre se as tags devem ser desativadas ou deixadas em ativo por padrão.
Uma das possibilidades seria a de deixar o cliente escolher se quer manter suas tags ativadas ou não, e informar ao estabelecimento caso este opte por desativá-las.
Para respeitar a privacidade dos consumidores, os estabelecimentos devem seguir estas 4 premissas:
- Os consumidores devem ser notificados quanto à presença de RFID nos produtos, e em quais deles isto acontece;
- Tags RFID devem ser desativadas na saída do caixa do estabelecimento (um exemplo disto, é o que a Metro Group está fazendo. Na saída de sua loja modelo, há equipamentos que permitem a desativação das tags);
- Tags RFID devem ser colocadas na embalagem do produto, e não nele próprio;
- Tags RFID devem ser bem visíveis e facilmente removíveis.

A fabricante de tags RFID Alien Technologies, diz que as tags podem ser lidas em distâncias de até 4,5 metros. Porém, quando existem obstáculos entre o leitor e o emissor, esta distância diminui. Assim, para que criminosos possam fazer uso do RFID para praticar suas ações, eles teriam que possuir um receptor muito mais sensível do que o normal. Mas isso não é problema. De acordo com Eric Blossom, um engenheiro veterano, esta é uma tecnologia bem conhecida, apesar de ser necessário despender até cinco vezes mais dinheiro para  construir-se um dispositivo desse tipo.

## Desafios atuais
Embora nos últimos anos tenha-se obtido avanços consideráveis na tecnologia utilizada para o RFID, diversos desafios ainda se mostram reais para uma ampla expansão desta tecnologia. Estes desafios se concentram muito na aplicação que é feita do dispositivo, sendo que para determinados usos a tecnologia está razoavelmente consolidada, enquanto que para outros ainda deve ser desenvolvida. Os que se sobressaem são:
- Preço: embora atualmente os preços destes dispositivos estejam competitivos a ponto de substituir inclusive códigos de barra em produtos, para produtos de baixo valor (e baixo lucro) esta substituição não se mostra vantajosa (por isso a tendência é esta substituição primeiro em produtos de alta margem de lucro). Este é apenas um exemplo dentre as aplicações imaginadas (e ainda não imaginadas) de onde o preço da tecnologia ainda deve cair.
- Poder de processamento e fornecimento de energia: para dispositivos com RFID ativo, o tempo de vida da bateria ainda é um problema. De fato, este é um problema generalizado entre os dispositivos móveis, sejam computacionais ou não. A curta duração da carga das baterias atuais limita o desenvolvimento de novos dispositivos e aplicações, pois estes requerem mais poder de processamento, que por sua vez requer maior fornecimento de energia. Para dispositivos com RFID passivo, embora eles sejam energizados no momento da utilização pelo leitor, a carga obtida por esta energização é proporcional à distância que este se encontra do leitor, de modo que quanto mais distante menor a carga obtida. Isto também limita o desenvolvimento de novas aplicações, obrigando-as a ficarem mais próximas do leitor para receberem a carga apropriada para o processamento, o que pode fugir completamente do propósito da aplicação.
- Distância de leitura: independentemente do problema de poder de processamento, algumas aplicações podem requerer que a identificação de dispositivos com RFID seja feita a muitos metros de distância, o que ainda não é suportado.
- Miniaturização: embora pequenos o suficiente para serem colocados em etiquetas, algumas aplicações podem necessitar de dispositivos RFID imperceptíveis à visão e ao tato, para permitir sua total integração à rotina das pessoas. Outras podem requerer um alto número de dispositivos no mesmo local, de modo que o tamanho atual dos dispositivos inviabiliza esta acumulação.

## Futuro do RFID
Em estimativa feita pela empresa Gartner, especialista em análise de informações na área de tecnologia foi previsto para que no ano de 2010 a tecnologia de RFID tenha investimentos de mais de 3 bilhões de dólares. Christopher Lafond, vice-presidente da Gartner, menciona que não está correlacionado o uso de código de barras com o uso de etiquetas de RFID, ou seja, não é porque o código de barras é usado intensivamente que esta nova tecnologia também será. A tecnologia de RFID será impulsionada pelo fato de que em devidos lugares era impossibilitada o uso de código de barras e a distribuição em larga escala pelos setores emergentes será evidenciada em meados de 2007.
A adoção da tecnologia RFID continua a crescer, e os gastos em hardware e software irão aumentar no final de 2006 e 2007 já que os benefícios reais estão sendo verificados, segundo a empresa.
“O Brasil já está começando a exigir que produtos vendidos sejam etiquetados com tag RFID, a fim de facilitar os processos. Diversas corporações tem utilizado projetos piloto desta tecnologia para verificação de sua viabilidade e ROI(retorno sobre o investimento)”, explica Pedro Castro, diretor da PBC Tecnologia.
Os analistas da Gartner lembram que as empresas não devem ver o RFID como um substituto dos códigos de barras. As duas tecnologias vão co-existir, aplicando-se uma ou outra à situação mais conveniente. “No geral, os códigos de barras são melhores para coletar informações em processos bem estruturados e projetados, como armazéns,” diz o senhor Woods. “No entanto, as etiquetas RFID serão usadas para a coleta de informações de recursos móveis e de processos de negócios não estruturados e caóticos, em ambientes como hospitais, dando a esses ambientes (com falta de planejamento sofisticado de processos ou controle) a possibilidade de serem controlados sistematicamente”.
A tecnologia será aplicada pelas empresas conforme a necessidade de cada uma, as de logísticas e de remédios por exemplo tendem a adotar mais rapidamente que as demais. Isso se deve a necessidade de combater a falsificação de produtos. “Existe um foco significativo no uso de RFID na área farmacêutica por causa do interesse do “US Food and Drug Administration” de usar as etiquetas para ajudar a combater falsificação. É provável que vejamos uma disseminação das etiquetas em 2007,” cita o senhor Woods (vice presidente da Gartner).
Outras vertentes do possível uso da tecnologia do RFID são discutidas a seguir:
Há alguns anos, é permitido em alguns países da Europa, como a Inglaterra, a aplicação subcutânea de chips RFID para identificação de animais de estimação – algo assim como uma coleira eletrônica.
Sabemos o quão mais ágeis os processos podem tornar-se com a utilização do RFID. Essas etiquetas funcionam basicamente como uma versão anabolizada dos já conhecidos códigos de barra. Só que ao invés de serem "lidas" por um leitor a laser, elas são capazes de transmitir informações, de mercadorias, por exemplo, por meio de rádio-freqüência. Já existem grandes companhias que adotaram a tecnologia como uma forma de rastrear seus produtos desde a origem até os depósitos e lojas.
O problema é que esses chips estão chegando perigosamente perto da gente.
Os ministros dos países membros da União Europeia se puseram de acordo quanto ao uso dos passaportes biométricos e os primeiros serão emitidos até o final de 2006.
Serão dotados de um chip RFID que, além da identificação do portador (nome, filiação, data e país de nascimento) conterá, inicialmente, sua foto digitalizada e dados faciais (um conjunto de números, que representam uma intrincada relação entre parâmetros característicos do rosto humano – como distâncias e ângulos entre olhos, boca, nariz, maçãs faciais – e outros dados antropométricos usados por uma tecnologia de identificação denominada reconhecimento de fisionomia). Dentro de três anos, o chip conterá também a impressão digital digitalizada.
O governo dos EUA determinou que a partir de outubro de 2005 todo cidadão natural de um país isento da exigência de visto para entrar no país deve portar um passaporte com dados biométricos (machine-readable) capazes de serem lidos por uma máquina.
O objetivo declarado é dificultar a falsificação do documento e facilitar a tarefa das autoridades de imigração, já que um passaporte destes nem precisa ser exibido ao oficial de imigração, mas em se tratando de um chip RFID, que emite permanentemente dados que podem ser captados por sensores situados em um raio de alguns metros, nada impede que seja usado para rastrear o indivíduo (ou, pelo menos, seu passaporte) em qualquer região onde se implemente uma rede de sensores.

### Problemas que o RFID pode causar no futuro
Cientistas da Universidade de Amsterdã, na Holanda, conseguiram criar um vírus capaz de se auto-replicar por meio de etiquetas RFID. Eles descobriram que "se alguns tipos de vulnerabilidades estiverem presentes no software de RFID, a etiqueta infectada (intencionalmente) poderá transmitir o vírus para o banco de dados utilizado pelo programa. Por sua vez, ele transmite esse vírus para outras etiquetas RFID.” Animais de estimação, que possuem etiquetas de identificação implantadas sob a pele, seriam outra forma de disseminação do vírus. Mas, por conta de seu alto custo, essa tecnologia ainda não é massivamente utilizada no mercado, porém a tendência é que ele caia bastante com o tempo.

## Pesquisas com RFID no Brasil
Professores e alunos do Centro Universitário FIEO (fonte: www.unifieo.br) estudam aplicações dessa tecnologia. No momento, os principais interessados são os shopping centers e grandes magazines que procuram automatizar e virtualizar suas vendas e, ainda, ter controle sobre seus estoques.
Mas como há inúmeras eventuais aplicações, os professores estão estimulando a criatividade dos alunos no encontro de novos caminhos. O interesse pelo RFID é tão grande que, nos últimos anos, todas as classes de TI têm ficado lotadas. No primeiro dia do ano letivo, os ingressantes são recebidos por um sistema que indica o local de suas salas de aula além de outras informações sobre a escola. Este é um pequeno projeto piloto que causa grande surpresa e entusiasmo  entre os calouros. É apenas uma mostra do muito que aprenderão sobre a nova tecnologia. Para tanto foi criado no UNIFIEO o Centro de Pesquisas para novas Aplicações do RFID que faz intercâmbio de informações com outras universidades brasileiras, americanas e europeias que trabalham no desenvolvimento da mesma tecnologia.
No Brasil, há algumas iniciativas de desenvolvimento em empresas do interior de São Paulo (São Carlos, Campinas) onde mão-de-obra altamente especializada, vinda das melhores universidades do Brasil (USP/UFSCar e Unicamp) vem desenvolvendo protótipos de soluções. Poderíamos, por exemplo, empregar o RFID nas maratonas, transportes públicos, controle de acesso, lojas, eventos, pedágios, rastreamento de cargas, logística, entre centenas de outra aplicações.
Outra iniciativa de destaque é o Centro de Excelência em RFID (RFID Coe), em Sorocaba, dentro das instalações do Flextronics Instituto de Tecnologia (FIT). O RFID Coe é resultado de uma parceria entre o FIT e a HP em 2004, e hoje é uma referência internacional no desenvolvimento de aplicações com RFID, utilizando principalmente UHF para solucionar diversos cenários no ambiente de processos de manufatura eletroeletrônica, acompanhamento de ciclo de vida de produtos (DNA de produtos) e o desenvolvimento de prateleiras eletrônicas para vinhos, livros, cartuchos de tinta, próteses e stents cardíacos, entre outros.

#### Qual a diferença entre RFID e Código de barras?
Em primeiro lugar, o código de barras não é muito resistente a choques mecânicos, podendo ser facilmente apagado com o atrito. Já a tag RFID é muito resistente a esse fator.
Além disso, a garantia de segurança de informação do código de barras é baixa, mas testes afirmam que o sistema RFID é bem mais seguro nesse aspecto.
Apesar de o custo inicial para a instalação do RFID ser mais alto que a do código de barras, o custo de manutenção do RFID é baixo se comparado ao da outra tecnologia.